# New Yorker Lions
I New Yorker Lions sono una squadra di football americano di Braunschweig, in Germania.
Fondati nel 1987, hanno debuttato nella prima serie tedesca nel 1994. Da allora si sono affermati come una delle più importanti squadre tedesche, disputando 12 finali del campionato consecutive (dal 1997 al 2008), e vincendone 12 in totale. In campo europeo hanno disputato 3 finali dell'Eurobowl, conquistandolo nel 1999 e nel 2003, e aggiudicandosi quattro stagioni su cinque della BIG6 European Football League.
Negli anni 2000 hanno dato vita a una fiera rivalità con gli Hamburg Blue Devils.

## Dettaglio stagioni

### Amichevoli
| Stagione | Vin | Par | Per | Tot | PF | PS | avversaria |
| -------- | --- | --- | --- | --- | -- | -- | ---------- |
| 2001     | 1   | 0   | 0   | 1   | 33 | 20 | Finlandia  |
| Totale   | 1   | 0   | 0   | 1   | 33 | 20 |            |

Fonte: football-em2001.afvd.de

### Tornei nazionali

#### Campionato

##### Bundesliga/GFL
| Stagione | regular season | regular season | regular season | regular season | regular season | regular season | playoff | playoff | playoff | playoff | playoff | playoff          | playoff                  |
|          | Vin            | Par            | Per            | Tot            | PF             | PS             | Vin     | Per     | Tot     | PF      | PS      | risultato        | avversaria               |
| -------- | -------------- | -------------- | -------------- | -------------- | -------------- | -------------- | ------- | ------- | ------- | ------- | ------- | ---------------- | ------------------------ |
| 1994     | 8              | 0              | 6              | 14             | 323            | 305            | 0       | 1       | 1       | 0       | 30      | Quarti di finale | Munich Cowboys           |
| 1995     | 4              | 0              | 8              | 12             | 254            | 339            | -       | -       | -       | -       | -       | -                | -                        |
| 1996     | 7              | 0              | 4              | 11             | 355            | 250            | 1       | 1       | 2       | 34      | 27      | Semifinale       | Hamburg Blue Devils      |
| 1997     | 7              | 0              | 3              | 10             | 338            | 256            | 4       | 0       | 4       | 175     | 67      | Campioni         | Cologne Crocodiles       |
| 1998     | 10             | 0              | 2              | 12             | 496            | 185            | 3       | 0       | 3       | 104     | 34      | Campioni         | Hamburg Blue Devils      |
| 1999     | 10             | 0              | 2              | 12             | 454            | 165            | 3       | 0       | 3       | 147     | 64      | Campioni         | Hamburg Blue Devils      |
| 2000     | 7              | 0              | 3              | 10             | 360            | 160            | 2       | 1       | 3       | 98      | 51      | German Bowl      | Cologne Crocodiles       |
| 2001     | 9              | 0              | 3              | 12             | 338            | 230            | 2       | 1       | 3       | 66      | 75      | German Bowl      | Hamburg Blue Devils      |
| 2002     | 12             | 0              | 0              | 12             | 473            | 76             | 2       | 1       | 3       | 128     | 33      | German Bowl      | Hamburg Blue Devils      |
| 2003     | 10             | 0              | 2              | 12             | 462            | 202            | 2       | 1       | 3       | 84      | 52      | German Bowl      | Hamburg Blue Devils      |
| 2004     | 9              | 0              | 1              | 10             | 372            | 216            | 2       | 1       | 3       | 98      | 30      | German Bowl      | Berlin Adler             |
| 2005     | 9              | 0              | 3              | 12             | 410            | 177            | 3       | 0       | 3       | 96      | 53      | Campioni         | Hamburg Blue Devils      |
| 2006     | 11             | 0              | 1              | 12             | 483            | 165            | 3       | 0       | 3       | 146     | 30      | Campioni         | Marburg Mercenaries      |
| 2007     | 11             | 1              | 0              | 12             | 354            | 166            | 3       | 0       | 3       | 108     | 53      | Campioni         | Stuttgart Scorpions      |
| 2008     | 8              | 1              | 3              | 12             | 328            | 214            | 3       | 0       | 3       | 101     | 45      | Campioni         | Kiel Baltic Hurricanes   |
| 2009     | 3              | 0              | 7              | 10             | 168            | 212            | -       | -       | -       | -       | -       | -                | -                        |
| 2010     | 5              | 0              | 7              | 12             | 258            | 247            | -       | -       | -       | -       | -       | -                | -                        |
| 2011     | 4              | 0              | 10             | 14             | 222            | 311            | -       | -       | -       | -       | -       | -                | -                        |
| 2012     | 4              | 0              | 10             | 14             | 374            | 497            | -       | -       | -       | -       | -       | -                | -                        |
| 2013     | 13             | 0              | 1              | 14             | 493            | 177            | 3       | 0       | 3       | 97      | 84      | Campioni         | Dresden Monarchs         |
| 2014     | 12             | 0              | 0              | 12             | 547            | 126            | 3       | 0       | 3       | 168     | 40      | Campioni         | Schwäbisch Hall Unicorns |
| 2015     | 11             | 0              | 1              | 12             | 483            | 148            | 3       | 0       | 3       | 140     | 66      | Campioni         | Schwäbisch Hall Unicorns |
| 2016     | 12             | 0              | 2              | 14             | 547            | 171            | 3       | 0       | 3       | 99      | 49      | Campioni         | Schwäbisch Hall Unicorns |
| 2017     | 14             | 0              | 0              | 14             | 609            | 132            | 2       | 1       | 3       | 83      | 41      | German Bowl      | Schwäbisch Hall Unicorns |
| 2018     | 11             | 1              | 2              | 14             | 526            | 178            | 1       | 1       | 2       | 76      | 34      | Semifinale       | Frankfurt Universe       |
| 2019     | 14             | 0              | 0              | 14             | 586            | 179            | 3       | 0       | 3       | 116     | 28      | Campioni         | Schwäbisch Hall Unicorns |
| 2021     | 5              | 0              | 5              | 10             | 288            | 260            | 0       | 1       | 1       | 13      | 38      | Quarti di finale | Schwäbisch Hall Unicorns |
| 2022     | 6              | 2              | 2              | 10             | 337            | 225            | 0       | 1       | 1       | 10      | 14      | Quarti di finale | Allgäu Comets            |
| Totale   | 246            | 5              | 88             | 339            | 11238          | 5969           | 51      | 11      | 62      | 2187    | 1038    |                  |                          |

Fonti: Enciclopedia del Football - A cura di Roberto Mezzetti

##### Damenbundesliga
| Stagione | regular season | regular season | regular season | regular season | regular season | regular season | playoff | playoff | playoff | playoff | playoff | playoff   | playoff    |
|          | Vin            | Par            | Per            | Tot            | PF             | PS             | Vin     | Per     | Tot     | PF      | PS      | risultato | avversaria |
| -------- | -------------- | -------------- | -------------- | -------------- | -------------- | -------------- | ------- | ------- | ------- | ------- | ------- | --------- | ---------- |
| 1997     | ?              | ?              | ?              | ?              | ?              | ?              | ?       | ?       | ?       | ?       | ?       | ?         | ?          |
| 1998     | ?              | ?              | ?              | ?              | ?              | ?              | ?       | ?       | ?       | ?       | ?       | ?         | ?          |
| 1999     | ?              | ?              | ?              | ?              | ?              | ?              | ?       | ?       | ?       | ?       | ?       | ?         | ?          |
| 2000     | ?              | ?              | ?              | ?              | ?              | ?              | ?       | ?       | ?       | ?       | ?       | ?         | ?          |
| 2001     | 0              | 1              | 7              | 8              | 34             | 253            | -       | -       | -       | -       | -       | -         | -          |
| 2002     | 1              | 0              | 5              | 6              | 40             | 225            | -       | -       | -       | -       | -       | -         | -          |
| 2003     | 1              | 0              | 7              | 8              | 86             | 338            | -       | -       | -       | -       | -       | -         | -          |
| 2006     | 0              | 0              | 8              | 8              | 14             | 399            | -       | -       | -       | -       | -       | -         | -          |
| 2007     | 0              | 1              | 5              | 6              | 12             | 196            | -       | -       | -       | -       | -       | -         | -          |
| Totale   | 2+?            | 2+?            | 32+?           | 36+?           | 186+?          | 1411+?         | ?       | ?       | ?       | ?       | ?       |           |            |

Fonti: Enciclopedia del Football - A cura di Roberto Mezzetti

##### 2. Bundesliga
| Stagione | regular season | regular season | regular season | regular season | regular season | regular season | playoff | playoff | playoff | playoff | playoff | playoff        | playoff          |
|          | Vin            | Par            | Per            | Tot            | PF             | PS             | Vin     | Per     | Tot     | PF      | PS      | risultato      | avversaria       |
| -------- | -------------- | -------------- | -------------- | -------------- | -------------- | -------------- | ------- | ------- | ------- | ------- | ------- | -------------- | ---------------- |
| 1988     | 1              | 1              | 8              | 10             | 86             | 287            | -       | -       | -       | -       | -       | -              | -                |
| 1989     | 2              | 1              | 7              | 10             | 122            | 173            | 1       | 0       | 1       | 30      | 0       | Non retrocessi | Spandau Bulldogs |
| 1990     | 4              | 0              | 6              | 10             | 176            | 158            | -       | -       | -       | -       | -       | -              | -                |
| 1991     | 6              | 0              | 4              | 10             | 246            | 155            | -       | -       | -       | -       | -       | -              | -                |
| 1992     | 5              | 0              | 5              | 10             | 325            | 191            | -       | -       | -       | -       | -       | -              | -                |
| 1993     | 7              | 0              | 1              | 8              | 226            | 170            | 1       | 1       | 2       | 32      | 30      | Promossi       | Cologne Bears    |
| Totale   | 25             | 2              | 31             | 58             | 1181           | 1134           | 2       | 1       | 3       | 62      | 30      |                |                  |

Fonti: Enciclopedia del Football - A cura di Roberto Mezzetti

##### DBL2
| Stagione | regular season | regular season | regular season | regular season | regular season | regular season | playoff | playoff | playoff | playoff | playoff | playoff          | playoff                     |
|          | Vin            | Par            | Per            | Tot            | PF             | PS             | Vin     | Per     | Tot     | PF      | PS      | risultato        | avversaria                  |
| -------- | -------------- | -------------- | -------------- | -------------- | -------------- | -------------- | ------- | ------- | ------- | ------- | ------- | ---------------- | --------------------------- |
| 2009     | 0              | 0              | 4              | 4              | 38             | 216            | -       | -       | -       | -       | -       | -                | -                           |
| 2012     | 0              | 0              | 2              | 2              | 12             | 54             | 0       | 1       | 1       | 0       | 66      | Semifinale       | Stuttgart Scorpions Sisters |
| 2013     | 1              | 0              | 2              | 3              | 42             | 62             | 0       | 1       | 1       | 6       | 14      | Semifinale       | Stuttgart Scorpions Sisters |
| 2014     | 2              | 0              | 2              | 4              | 38             | 68             | -       | -       | -       | -       | -       | -                | -                           |
| 2015     | 4              | 0              | 6              | 10             | 188            | 255            | -       | -       | -       | -       | -       | -                | -                           |
| 2016     | 2              | 0              | 8              | 10             | 103            | 299            | -       | -       | -       | -       | -       | -                | -                           |
| 2017     | 5              | 0              | 1              | 6              | 154            | 90             | 0       | 1       | 1       | 6       | 22      | Quarti di finale | Cologne Ronin               |
| Totale   | 14             | 0              | 24             | 39             | 575            | 1044           | 0       | 3       | 3       | 12      | 102     |                  |                             |

Fonti: Enciclopedia del Football - A cura di Roberto Mezzetti

##### Regionalliga
| Stagione | regular season | regular season | regular season | regular season | regular season | regular season | playoff | playoff | playoff | playoff | playoff | playoff   | playoff    |
|          | Vin            | Par            | Per            | Tot            | PF             | PS             | Vin     | Per     | Tot     | PF      | PS      | risultato | avversaria |
| -------- | -------------- | -------------- | -------------- | -------------- | -------------- | -------------- | ------- | ------- | ------- | ------- | ------- | --------- | ---------- |
| 1987     | 5              | 0              | 3              | 8              | 235            | 139            | -       | -       | -       | -       | -       | -         | -          |
| 2006     | 0              | 0              | 10             | 10             | 88             | 366            | -       | -       | -       | -       | -       | -         | -          |
| 2016     | 7              | 1              | 1              | 9              | 267            | 101            | -       | -       | -       | -       | -       | -         | -          |
| 2017     | 5              | 1              | 6              | 12             | 187            | 224            | -       | -       | -       | -       | -       | -         | -          |
| 2018     | 6              | 0              | 8              | 14             | 205            | 334            | -       | -       | -       | -       | -       | -         | -          |
| 2019     | 5              | 1              | 6              | 12             | 300            | 338            | -       | -       | -       | -       | -       | -         | -          |
| Totale   | 28             | 3              | 34             | 655            | 1282           | 1502           | -       | -       | -       | -       | -       |           |            |

Fonti: Enciclopedia del Football - A cura di Roberto Mezzetti

##### Oberliga
| Stagione | regular season | regular season | regular season | regular season | regular season | regular season | playoff | playoff | playoff | playoff | playoff | playoff      | playoff                  |
|          | Vin            | Par            | Per            | Tot            | PF             | PS             | Vin     | Per     | Tot     | PF      | PS      | risultato    | avversaria               |
| -------- | -------------- | -------------- | -------------- | -------------- | -------------- | -------------- | ------- | ------- | ------- | ------- | ------- | ------------ | ------------------------ |
| 2000     | 1              | 0              | 7              | 8              | 61             | 260            | -       | -       | -       | -       | -       | -            | -                        |
| 2001     | 3              | 0              | 5              | 8              | 81             | 131            | -       | -       | -       | -       | -       | -            | -                        |
| 2002     | 4              | 0              | 6              | 10             | 196            | 257            | -       | -       | -       | -       | -       | -            | -                        |
| 2003     | 3              | 1              | 6              | 10             | 223            | 269            | -       | -       | -       | -       | -       | -            | -                        |
| 2005     | 5              | 0              | 1              | 6              | 159            | 95             | 1       | 1       | 2       | 41      | 27      | Campioni     | Buxtehude United Dragons |
| 2008     | 3              | 0              | 7              | 10             | 233            | 303            | -       | -       | -       | -       | -       | -            | -                        |
| 2009     | 6              | 0              | 2              | 8              | 177            | 113            | -       | -       | -       | -       | -       | -            | -                        |
| 2010     | 1              | 1              | 3              | 5              | 47             | 76             | -       | -       | -       | -       | -       | -            | -                        |
| 2011     | 3              | 0              | 5              | 8              | 115            | 221            | 0       | 2       | 2       | 12      | 37      | Ottavo posto | Northern United          |
| 2012     | 6              | 0              | 6              | 12             | 157            | 204            | -       | -       | -       | -       | -       | -            | -                        |
| 2013     | 5              | 0              | 5              | 10             | 231            | 157            | -       | -       | -       | -       | -       | -            | -                        |
| 2014     | 7              | 0              | 3              | 10             | 240            | 122            | -       | -       | -       | -       | -       | -            | -                        |
| 2015     | 6              | 0              | 1              | 7              | 179            | 95             | 2       | 0       | 2       | 78      | 0       | Campioni     | Göttingen Generals       |
| Totale   | 53             | 2              | 57             | 112            | 2099           | 2303           | 3       | 3       | 6       | 131     | 64      |              |                          |

Fonti: Enciclopedia del Football - A cura di Roberto Mezzetti

##### Verbandsliga
| Stagione | regular season | regular season | regular season | regular season | regular season | regular season | playoff | playoff | playoff | playoff | playoff | playoff   | playoff    |
|          | Vin            | Par            | Per            | Tot            | PF             | PS             | Vin     | Per     | Tot     | PF      | PS      | risultato | avversaria |
| -------- | -------------- | -------------- | -------------- | -------------- | -------------- | -------------- | ------- | ------- | ------- | ------- | ------- | --------- | ---------- |
| 1999     | 8              | 1              | 1              | 10             | 374            | 87             | -       | -       | -       | -       | -       | -         | -          |
| 2007     | 7              | 0              | 1              | 8              | 268            | 36             | -       | -       | -       | -       | -       | -         | -          |
| Totale   | 15             | 1              | 2              | 18             | 642            | 123            | -       | -       | -       | -       | -       |           |            |

Fonti: Enciclopedia del Football - A cura di Roberto Mezzetti

##### Landesliga
| Stagione | regular season | regular season | regular season | regular season | regular season | regular season | playoff | playoff | playoff | playoff | playoff | playoff   | playoff                    |
|          | Vin            | Par            | Per            | Tot            | PF             | PS             | Vin     | Per     | Tot     | PF      | PS      | risultato | avversaria                 |
| -------- | -------------- | -------------- | -------------- | -------------- | -------------- | -------------- | ------- | ------- | ------- | ------- | ------- | --------- | -------------------------- |
| 1995     | 3              | 0              | 3              | 6              | 66             | 106            | -       | -       | -       | -       | -       | -         | -                          |
| 1996     | 0              | 0              | 10             | 10             | 0              | 200            | -       | -       | -       | -       | -       | -         | -                          |
| 1998     | 10             | 0              | 0              | 10             | 468            | 65             | 2       | 0       | 2       | 76      | 7       | Campioni  | Oldenburg Fighting Knights |
| Totale   | 13             | 0              | 13             | 26             | 534            | 371            | 2       | 0       | 2       | 76      | 7       |           |                            |

Fonti: Enciclopedia del Football - A cura di Roberto Mezzetti

### Tornei internazionali

#### European Football League (1986-2013)
| Stagione | regular season | regular season | regular season | regular season | regular season | regular season | playoff | playoff | playoff | playoff | playoff | playoff                 | playoff             |
|          | Vin            | Par            | Per            | Tot            | PF             | PS             | Vin     | Per     | Tot     | PF      | PS      | risultato               | avversaria          |
| -------- | -------------- | -------------- | -------------- | -------------- | -------------- | -------------- | ------- | ------- | ------- | ------- | ------- | ----------------------- | ------------------- |
| 1998     | -              | -              | -              | -              | -              | -              | 1       | 1       | 2       | 58      | 65      | Semifinale              | Hamburg Blue Devils |
| 1999     | -              | -              | -              | -              | -              | -              | 3       | 0       | 3       | 122     | 37      | Campioni                | Hamburg Blue Devils |
| 2000     | -              | -              | -              | -              | -              | -              | 0       | 1       | 1       | 15      | 24      | Secondo turno wild card | Cologne Crocodiles  |
| 2002     | -              | -              | -              | -              | -              | -              | 3       | 1       | 4       | 156     | 41      | Eurobowl                | Lions Bergamo       |
| 2003     | 2              | 0              | 0              | 2              | 92             | 28             | 2       | 0       | 2       | 73      | 34      | Campioni                | Vienna Vikings      |
| 2006     | 1              | 0              | 1              | 2              | 34             | 52             | -       | -       | -       | -       | -       | -                       | -                   |
| 2009     | 2              | 0              | 0              | 2              | 100            | 40             | 0       | 1       | 1       | 7       | 35      | Quarti di finale        | Tirol Raiders       |
| Totale   | 5              | 0              | 1              | 6              | 126            | 120            | 9       | 4       | 13      | 431     | 236     |                         |                     |

Fonti: Enciclopedia del Football - A cura di Roberto Mezzetti

#### BIG6 European Football League
| Stagione | regular season | regular season | regular season | regular season | regular season | regular season | playoff | playoff | playoff | playoff | playoff | playoff   | playoff                  |
|          | Vin            | Par            | Per            | Tot            | PF             | PS             | Vin     | Per     | Tot     | PF      | PS      | risultato | avversaria               |
| -------- | -------------- | -------------- | -------------- | -------------- | -------------- | -------------- | ------- | ------- | ------- | ------- | ------- | --------- | ------------------------ |
| 2014     | 1              | 0              | 1              | 2              | 30             | 24             | 0       | 1       | 1       | 17      | 20      | Eurobowl  | Berlin Adler             |
| 2015     | 2              | 0              | 0              | 2              | 70             | 42             | 1       | 0       | 1       | 24      | 14      | Campioni  | Schwäbisch Hall Unicorns |
| 2016     | 2              | 0              | 0              | 2              | 74             | 14             | 1       | 0       | 1       | 35      | 21      | Campioni  | Tirol Raiders            |
| 2017     | 2              | 0              | 0              | 2              | 74             | 20             | 1       | 0       | 1       | 55      | 14      | Campioni  | Frankfurt Universe       |
| 2018     | 2              | 0              | 0              | 2              | 70             | 6              | 1       | 0       | 1       | 20      | 19      | Campioni  | Frankfurt Universe       |
| Totale   | 9              | 0              | 1              | 10             | 318            | 106            | 4       | 1       | 5       | 151     | 88      |           |                          |

Fonti: Enciclopedia del Football - A cura di Roberto Mezzetti

#### EFAF Cup
| Stagione | regular season | regular season | regular season | regular season | regular season | regular season | playoff | playoff | playoff | playoff | playoff | playoff   | playoff    |
|          | Vin            | Par            | Per            | Tot            | PF             | PS             | Vin     | Per     | Tot     | PF      | PS      | risultato | avversaria |
| -------- | -------------- | -------------- | -------------- | -------------- | -------------- | -------------- | ------- | ------- | ------- | ------- | ------- | --------- | ---------- |
| 2012     | 1              | 0              | 1              | 2              | 80             | 26             | -       | -       | -       | -       | -       | -         | -          |
| Totale   | 1              | 0              | 1              | 2              | 80             | 26             | -       | -       | -       | -       | -       |           |            |

Fonti: Enciclopedia del Football - A cura di Roberto Mezzetti

### Riepilogo fasi finali disputate
| Anno              | Luogo                | Evento | Fase del torneo  | Incontro                                    | Risultato |
| 16 maggio 2009    | Innsbruck            | EFL    | Quarti di finale | Tirol Raiders - Braunschweig Lions          | 35 - 7    |
| 19 luglio 2014    | Berlino              | BIG6   | BIG6 Eurobowl    | New Yorker Lions - Berlin Adler             | 17 - 20   |
| 20 giugno 2015    | Braunschweig         | BIG6   | BIG6 Eurobowl    | New Yorker Lions - Schwäbisch Hall Unicorns | 24 - 14   |
| 11 giugno 2016    | Innsbruck            | BIG6   | BIG6 Eurobowl    | New Yorker Lions - Tirol Raiders            | 35 - 21   |
| 10 giugno 2017    | Francoforte sul Meno | BIG6   | BIG6 Eurobowl    | New Yorker Lions - Frankfurt Universe       | 55 - 14   |
| 7 ottobre 2017    | Berlino              | GFL    | German Bowl      | New Yorker Lions - Schwäbisch Hall Unicorns | 13 - 14   |
| 9 giugno 2018     | Francoforte sul Meno | BIG6   | BIG6 Eurobowl    | Frankfurt Universe - New Yorker Lions       | 19 - 20   |
| 29 settembre 2018 | Braunschweig         | GFL    | Semifinale       | New Yorker Lions - Frankfurt Universe       | 17 - 20   |
| 12 ottobre 2019   | Francoforte sul Meno | GFL    | German Bowl      | New Yorker Lions - Schwäbisch Hall Unicorns | 10 - 7    |
| 18 settembre 2021 | Schwäbisch Hall      | GFL    | Quarti di finale | Schwäbisch Hall Unicorns - New Yorker Lions | 38 - 13   |
| 10 settembre 2022 | Braunschweig         | GFL    | Quarti di finale | New Yorker Lions - Allgäu Comets            | 10 - 14   |

## Palmarès
- 2 EFAF Eurobowl: (1999, 2003)
- 4 BIG6 Eurobowl: (2015-2018)
- 12 German Bowl (1997-1999, 2005-2008, 2013-2016, 2019)
- 1 German Flag Bowl (2005)

## Sezioni
Le altre sezioni che fanno parte della 1.FFC Braunschweig:
- Lions II, squadra B
- Junior Lions, squadra junior.
- Lions Flag Team, flag football
- Red Cubs 94, flag football under 16